# Élémi

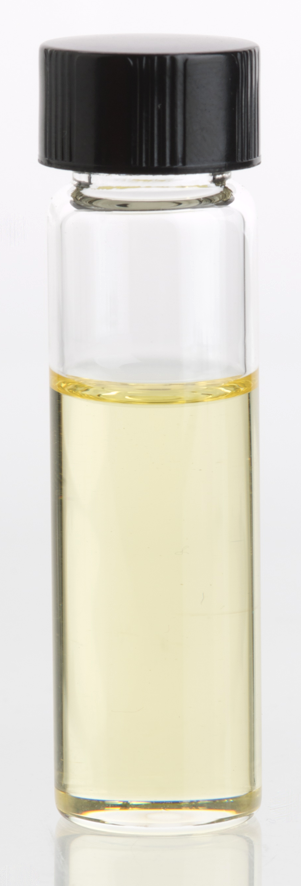
Huile essentielle d'élémi

L'élémi est une gomme-résine produite par différentes espèces de plantes de la famille des Burseraceae et utilisée jadis en médecine et pour la fabrication de vernis. Le terme s'appliquait à l'origine à une substance originaire d'Éthiopie (produite par une espèce du genre Boswellia) , remplacée ensuite dans le commerce par des produits américains, et plus particulièrement par l'élémi du Brésil (probablement l'espèce Protium icicariba). Ces derniers ont à leur tour été substitués par l'élémi de Manille, qui provient d'un Canarium. Au XXIe siècle, l'huile essentielle d'élémi est tirée de l'espèce Canarium luzonicum (en).